# Storträske
Storträske (estniska: Kaevandu järv) är en insjö i Lääne-Nigula kommun (tidigare Oru kommun) i landskapet Läänemaa i västra Estland. Den ligger 70 km sydväst om huvudstaden Tallinn. Storträske ligger invid byn Nyby (estniska: Niibi) som tidigare haft en estlandssvensk befolkning, och även dess svenska namn förekommer på moderna estländska kartor. Den ligger 13 meter över havet. Arean är 0,04 kvadratkilometer och maximalt djup är 2 meter. Den avvattnas av Rickulån.